# Burgemeester Beinsdorp
Burgemeester Beinsdorp, ook wel kortweg BB-dorp genoemd, is een wijk in de plaats Ter Apel in de gemeente Westerwolde in de provincie Groningen. Het ligt bij de zevende verlaat in het Stadskanaal, dat ter plekke ook wordt aangeduid als Ter Apelkanaal. De wijk is vernoemd naar de toenmalige burgemeester Fredrik Adolf Beins van de gemeente Vlagtwedde.
In 1925 werd een bescheiden begin gemaakt met de bouw van de arbeiderswijk nabij Ter Apel voor de huisvesting van arbeiders uit onbewoonbaar verklaarde woningen, woonwagens en woonschepen uit onder andere de buurt van Barnflair. Het was in die jaren niet ongebruikelijk om een nieuwe wijk met "dorp" aan te duiden (zie ook Agodorp). In de omgeving lagen de laatste heidevelden van Westerwolde die in de crisisjaren werden ontgonnen in het kader van de werkverschaffing. Pas na de Tweede Wereldoorlog werd de wijk afgebouwd.
Bij de zevende verlaat staan een gave brugwachterswoning en een gave sluiswachterswoning uit 1875.
Dorpen: Barnflair · Bellingwolde · Blijham · Bourtange · Jipsingboertange · Oudeschans · Over de Dijk · Sellingen · Ter Apel · Ter Apelkanaal · Veelerveen · Vlagtwedde · Vriescheloo · Wedde · Wedderheide · Zandberg (deels)

Buurtschappen: Agodorp · Borgertange · Borgerveld · Bovenstreek · De Bouwte · De Bruil · De Bult · Den Ham · De Heemen · De Lethe · De Maten · De Oerde · De Straat (Engelkes) · Draaijerij · Ellersinghuizen · Hanetange · Harpel · Hoorn · Hoornderveen · Jipsingboermussel · Jipsinghuizen · Kielhuppen · Klein-Ulsda · Klontjebuurt · Koudehoek · Lammerweg · Laude · Lauderbeetse · Lauderzwarteveen · Laudermarke · Leemdobben · Lieskemeer · Loosterheide · Lutje Ham · Lutjeloo · Morige · Munnekemoer · Nienoordstreekje · Oosteinde · Overdiep · Pallert · Plaggenborg · Poldert · Renneborg · Rhederbrug · Rhederveld · Rijsdam · Roelage · 't Schot · Sellingerbeetse · Sellingerzwarteveen · Slegge · Stakenborg · Stobben · Ter Borg · Ter Haar · Ter Walslage · Ter Wisch · Tjabbesstreek · Veele · Veendijk · Veerste Veldhuis · Verbindingsweg · Vlagtwedder-Veldhuis · Vogelzang · Voorwold · Wedderbergen · Wedderveer · Weende · Weite · Wessingtange · Westeind · De Westert · Winschoterhogebrug (deels) · Winschoterzijl (deels) · Wollingboermarke · Wollinghuizen · Zuidveld · Zandstroom

Groningen: Steden en dorpen      Nederland: Provincies · Gemeenten